# Fetha Mehdoui
Fetha Mehdoui ou Fetha Mahdoui est une actrice tunisienne.
Active à partir des années 1980, elle est une figure du théâtre, notamment à Kairouan dont elle fait partie de la troupe théâtrale régionale.
En 2010, elle fonde sa propre société de production.

## Filmographie

### Cinéma
- 1989 : Le Casseur de pierres (court métrage) de Mohamed Zran

### Télévision
- 1995 : Habbouni wedalalt de Slaheddine Essid
- 1999 : Anbar Ellil de Habib Mselmani
- 2001 : Dhafayer de Habib Mselmani
- 2003 : Chams wa Dhilal de Ezzedine Harbaoui
- 2006 :
  - Nwassi w Ateb d'Abdelkader Jerbi
  - 2006 : Hkeyet El Aroui de Habib Jomni
- 2007 :
  - Choufli Hal (saison 4) de Slaheddine Essid
  - Kamanjet Sallema de Hamadi Arafa
- 2008 : Bin Ethneya de Habib Mselmani
- 2009 : Maktoub (saison 2) de Sami Fehri
- 2010 :
  - Garage Lekrik de Ridha Béhi
  - Donia de Naïm Ben Rhouma

## Théâtre
- 2016 : Dar Lounass, mise en scène de Béchir Bou Ali[1]